# KittiB
Kim Bo-mi (hangeul: 김보미; née le 27 juillet 1990), mieux connue par son nom de scène KittiB (hangeul: 키디비), est une rappeuse sud-coréenne signée chez Brand New Music,. Elle a participé à l'émission Unpretty Rapstar 2.

## Carrière
KittiB a débuté en 2012 avec le single "I'm Her", en featuring avec le chanteur R&B Zion.T. En 2015, elle prend part à la compétition de rap télévisée Unpretty Rapstar 2, où elle termine deuxième. Après la finale de l'émission, elle signe un contrat avec le label hip-hop Brand New Music. En avril 2016, elle apparaît en tant que productrice dans la compétition de rap de JTBC, Tribe of Hip Hop, qui met en paire des jeunes rappeurs avec des musiciens plus âgés.

## Discographie

### Singles

#### En tant qu'artiste principale
| Titre                          | Année | Meilleure position | Ventes        | Album              |
| Titre                          | Année | COR                | Ventes        | Album              |
| ------------------------------ | ----- | ------------------ | ------------- | ------------------ |
| "I'm Her" (ft. Zion.T)         | 2013  | —                  |               | single sans album  |
| "Wake Me Up"                   | 2013  | —                  |               | single sans album  |
| "Leopard Gun"                  | 2013  | —                  |               | single sans album  |
| "Must Be Nice"                 | 2014  | —                  |               | single sans album  |
| "Back To Basic"                | 2015  | —                  |               | single sans album  |
| "Don't Stop"                   | 2015  | 17                 | COR: 155,244+ | Unpretty Rapstar 2 |
| "Chaos"                        | 2015  | 63                 | COR: 46,276+  | Unpretty Rapstar 2 |
| "Ronda Rousey Flow"            | 2015  | —                  |               | Unpretty Rapstar 2 |
| "Doin' Good" (ft. Verbal Jint) | 2016  | —                  |               | single sans album  |
| "Nobody's Perfect"             | 2016  | —                  |               | single sans album  |

#### En featuring
| Titre                      | Année | Artiste(s)                                         |
| -------------------------- | ----- | -------------------------------------------------- |
| Belief                     | 2012  | Nieah                                              |
| Scream At Me               | 2012  | Donut Man                                          |
| Kiss My Ass                | 2013  | Viann                                              |
| Hooted                     | 2014  | Royal Class                                        |
| Oh Nice                    | 2014  | Roydo                                              |
| Fetish                     | 2015  | Minje                                              |
| Good Night                 | 2015  | mNine                                              |
| Must Be Nice (Remix)       | 2015  | KittiB, Chacoal, Domo (rappeur), SIMS, & Ill Chang |
| 너 뿐이고                  | 2015  | Hyun Woo                                           |
| 비 개인 후 비 (After Rain) | 2016  | As One                                             |
| Sse Sse Sse                | 2016  | Yezi                                               |

## Filmographie
| Année | Titre              | Chaîne | Notes                             |
| ----- | ------------------ | ------ | --------------------------------- |
| 2015  | Unpretty Rapstar 2 | Mnet   | KittiB a fini à la deuxième place |